# Rolf Lidskog
Rolf Lidskog, född 1961, är sedan år 2000 professor i sociologi vid Örebro universitet. 
Han disputerade 1994 vid Uppsala universitet på avhandlingen Radioactive and Hazardous Waste Management in Sweden. År 2007 disputerade han i etik vid Uppsala universitet, där han i avhandlingen Staden, våldet och tryggheten. Om social ordning i ett mångkulturellt samhälle (Daidalos, 2006) analyserar det svenska brottsförebyggande arbetet. Lidskog har publicerat flera böcker, däribland Mångkulturalism (2009, tillsammans med Fuat Deniz), Transboundary Risk Governance (2009, tillsammans med Linda Soneryd och Ylva Uggla) och Miljösociologi (2011, tillsammans med Göran Sundqvist).